# 控江路街道
控江路街道，是中华人民共和国上海市杨浦区下辖的一个乡镇级行政单位。面积2.14平方公里。户籍人口8.25万人（2008年）。

## 行政区划
控江路街道下辖以下居委会：
控一社区、欣辉社区、控江四村第一社区、控江四村第二社区、控江二村一零七弄社区、沧州路一八零弄社区、双阳社区、双花社区、控江路一一九七弄社区、新凤城社区、凤城二村第一社区、凤城三村第一社区、凤城三村第二社区、凤城三村第三社区、抚岭社区、黄兴社区、凤南社区、凤新社区、凤城二村第二社区、凤城三村第四社区、控江路一千二百弄社区、望春花社区、凤联社区、大运盛社区和紫城社区。